# Manon Trapp
Manon Trapp (* 1. August 2000 in Sèvres) ist eine französische Leichtathletin, die im Mittel- und Langstreckenlauf an den Start geht.

## Sportliche Laufbahn
Erste internationale Erfahrungen sammelte Manon Trapp bei den Crosslauf-Europameisterschaften 2018 in Tilburg, bei denen sie nach 14:52 min den 58. Platz im U20-Rennen belegte. Im Jahr darauf belegte sie bei den U20-Europameisterschaften in Borås mit 9:34,49 min auf den siebten Platz im 3000-Meter-Lauf und anschließend gelangte sie bei den Crosslauf-Europameisterschaften in Lissabon mit 14:37 min auf Rang neun im U20-Rennen und gewann in der Teamwertung die Bronzemedaille. Zudem wurde sie bei den Crosslauf-Weltmeisterschaften im Frühjahr in Aarhus nach 23:21 min 50. im U20-Rennen. 2021 klassierte sie sich bei den U23-Europameisterschaften in Tallinn mit 15:52,7 min auf dem fünften Platz im 5000-Meter-Lauf und bei den Crosslauf-Europameisterschaften in Dublin wurde sie mit 20:42 min Vierte im U23-Rennen und gewann in der Teamwertung die Silbermedaille. Im Jahr darauf erreichte sie bei den Europameisterschaften in München nach 16:15,44 min Rang 19 über 5000 Meter und im Dezember belegte sie bei den Crosslauf-Europameisterschaften in Turin mit 20:42 min den sechsten Platz im U23-Rennen und gewann in der Teamwertung die Bronzemedaille. 2023 wurde sie bei der 1. Liga der Team-Europameisterschaft im Rahmen der Europaspiele in Chorzów in 15:41,69 min Siebte über 5000 Meter und im Oktober lief sie bei der Premiere der Straßenlauf-Weltmeisterschaften in Riga nach 1:11:44 h auf dem 30. Platz im Halbmarathon ein. Bei den Crosslauf-Europameisterschaften 2024 in Antalya landete sie nach 26:17 min auf dem achten Platz im Einzelrennen.
In den Jahren 2022 und 2023 wurde Trapp französische Meisterin im 5000-Meter-Lauf sowie 2023 auch im 5-km-Straßenlauf.

## Persönliche Bestzeiten
- 1500 Meter: 4:17,38 min, 8. Mai 2022 in Vénissieux
- 3000 Meter: 9:05,93 min, 22. August 2020 in Vernon
  - 3000 Meter (Halle): 9:08,67 min, 21. Januar 2022 in Lyon
- 5000 Meter: 15:19,24 min, 12. Juli 2023 in Lüttich
- Halbmarathon: 1:10:56 h, 3. März 2024 in Paris
- Marathon: 2:25:48 h, 3. Dezember 2023 in Valencia